# Ludwik Hellebrand
Ludwik Hellebrand (ur. 5 maja 1893 w Samborze, zm. prawdop. 1940) – doktor weterynarz, porucznik lekarz weterynarii Wojska Polskiego, urzędnik sanitarny samorządu powiatowego II Rzeczypospolitej.

## Życiorys

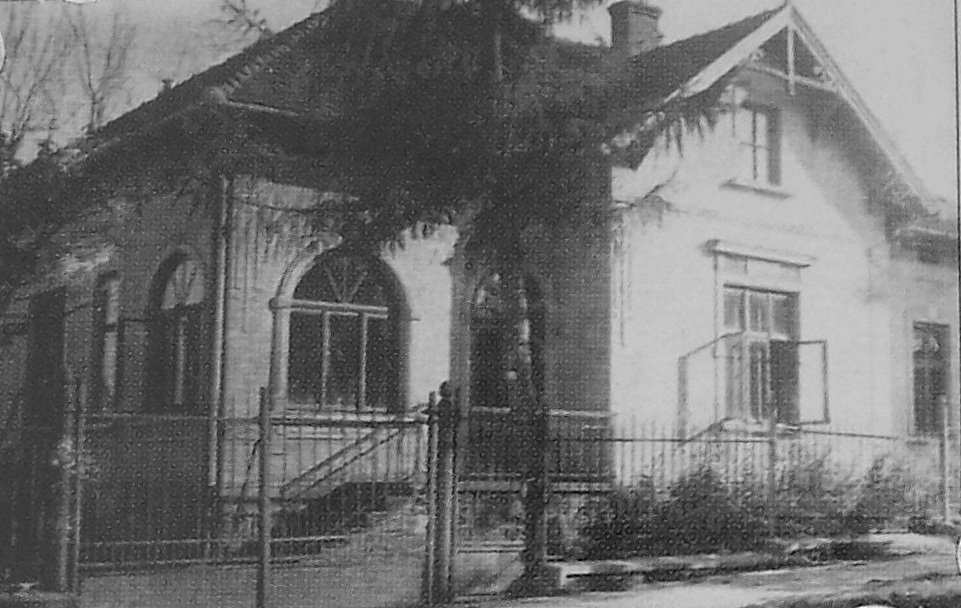
Dom przy ul. Bartosza Głowackiego 19 w Sanoku

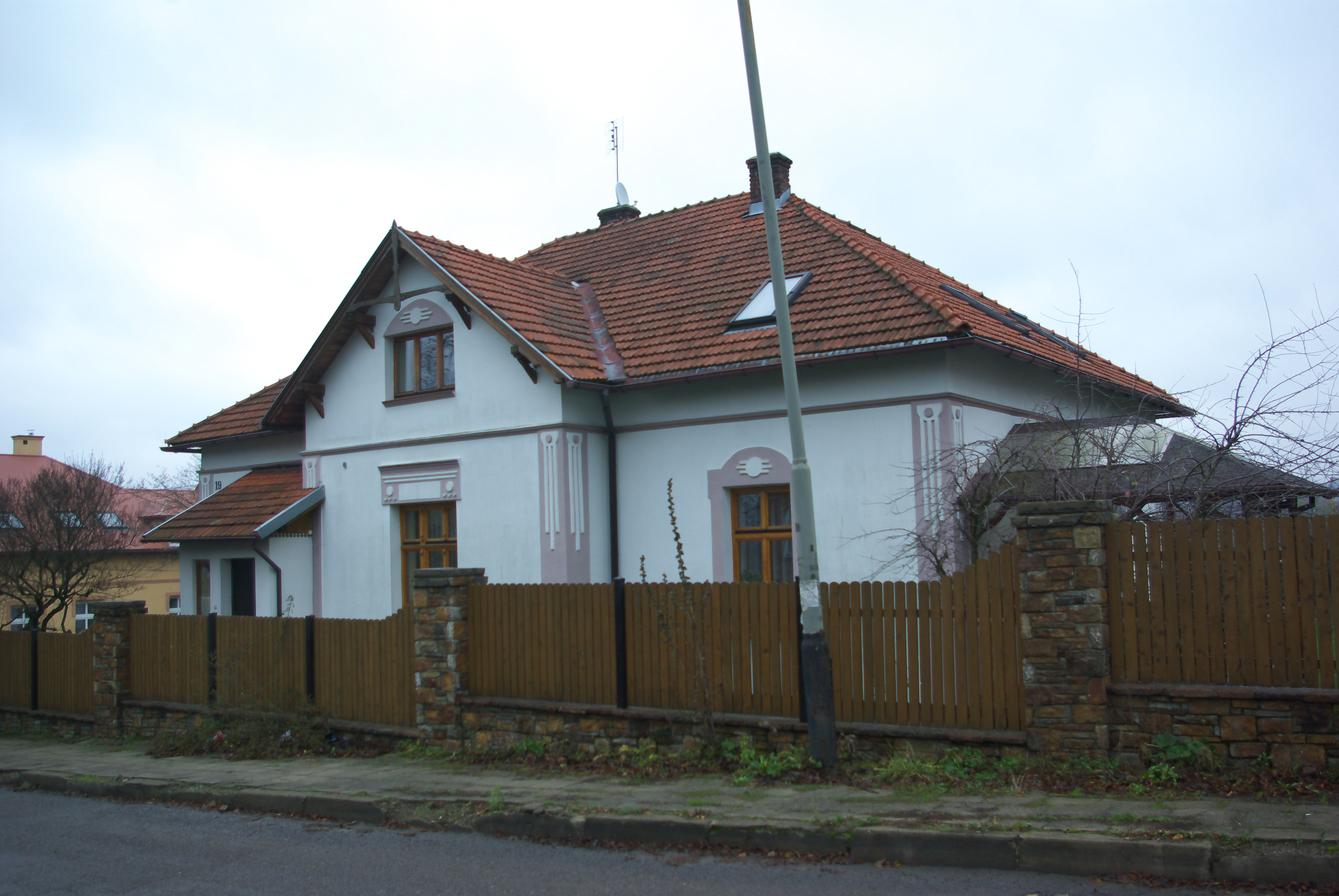
Dom przy ul. Bartosza Głowackiego 19 w Sanoku

Urodził się 5 maja 1893 w Samborze. Był synem Henryka Hellebranda (do emerytury adiunkt w C. K. Dyrekcji Skarbu w Sanoku, komisarz konskrypcyjny w Sanoku, zm. 1917) i Antoniny z domu Tichy (1862-1931). Był wyznania rzymskokatolickiego. Miał siostrę Marię Henrykę (zm. 1911 w wieku 12 lat), braci: Jana Józefa (ur. 1896 lub 1897, przemysłowiec), Konrada (ur. 1901, nauczyciel), którzy także byli uczniami sanockiego gimnazjum. W 1912 zdał egzamin dojrzałości w C. K. Gimnazjum Męskim w Sanoku (w jego klasie byli m.in. Jan Kosina, Mieczysław Krygowski, Józef Agaton Morawski, Jerzy Pajączkowski, Tadeusz Remer, Zygmunt Vetulani). Uchwałą Rady Miejskiej w Sanoku z 1913 został uznany przynależnym do gminy Sanok.
Po zakończeniu I wojny światowej i odzyskaniu przez Polskę niepodległości został przyjęty do Wojska Polskiego. Został awansowany do stopnia porucznika lekarza rezerwy weterynarii ze starszeństwem z 1 czerwca 1919. W 1923, 1924 był oficerem rezerwowym w Kadrze Okręgowego Szpitala Koni Nr VI we Lwowie. W 1934 pozostawał w korpusie oficerów rezerwy weterynaryjnych i pozostawał wówczas w ewidencji Powiatowej Komendy Uzupełnień Sanok.
Ukończył studia na Akademii Medycyny Weterynaryjnej we Lwowie z tytułem lekarza weterynarii. Po studiach został pracownikiem naukowo-dydaktycznym w Klinice Chorób i Zaraźliwych w ramach tej uczelni. W 1924 uzyskał tytuł doktora weterynarii na podstawie pracy pt. „Folikularne zapalenie warg u szczeniąt”. Na przełomie lat 20./30. był lekarzem weterynarii w Sanoku. W połowie lat 20. wstąpił do służby cywilnej II Rzeczypospolitej. W 1927 został przeniesiony ze stanowisko powiatowego lekarza weterynarii z Brzozowa na tożsame do Mościsk. W 1928 został przeniesiony z Mościsk na stanowiska powiatowego lekarza weterynaryjnego do Jaworowa. W 1929 został przeniesiony z Jaworowa na stanowisko powiatowego lekarza weterynarii w Sanoku (zastąpił dr. Józefa Serwę), które pełnił w kolejnych latach. Na przełomie lat 20./30. zamieszkał wraz z rodziną w Sanoku przy ulicy Bartosza Głowackiego 19, w domu wcześniej należącym do sędziego dr. Bolesława Gawińskiego. W latach 30. przeprowadził się do Lwowa, gdzie założył klinikę dla małych zwierząt. W latach 30. sprawował stanowisko inspektora weterynaryjnego w Urzędzie Wojewódzkim Lwowskim i pełniąc tę funkcję został awansowany przez Ministra Rolnictwa i Reform Rolnych do grupy VI uposażeń z dniem 1 kwietnia 1937. Latem 1937 uczestniczył w XV Zjeździe Lekarzy i Przyrodników Polskich we Lwowie. U kresu istnienia II Rzeczypospolitej był państwowym lekarzem weterynarii we Lwowie oraz naczelnikiem wydziału weterynaryjnego w Urzędzie Wojewódzkim we Lwowie.
Był członkiem sanockiego gniazda Polskiego Towarzystwa Gimnastycznego „Sokół” (1912, 1939).
Po wybuchu II wojny światowej w okresie kampanii wrześniowej i agresji ZSRR na Polskę z 17 września 1939 został aresztowany przez sowietów. Ludwik Hellebrand wraz z rodziną (żona oraz dwóch synów i dwie córki) zostali deportowani w głąb ZSRR. Podczas „Jubileuszowego Zjazdu Koleżeńskiego b. Wychowanków Gimnazjum Męskiego w Sanoku w 70-lecie pierwszej Matury” w 1958 Ludwik Hellebrand został wymieniony w apelu poległych w obronie Ojczyzny w latach 1939–1945 (według jednego źródła – miał ponieść śmierć w więzieniu w 1940, zaś według wersji rodziny – zmarł na Syberii).
Jego żoną została Domicela z domu Połdiak (ur. w 1893 w Posadzie Jaćmierskiej), która była nauczycielką. Ich dziećmi byli: Danuta Maria (ur. 1919), Zbigniew Hellebrand (1922-2004), aktor grający w teatrach krakowskich, Władysław Antoni (1928-1990)

## Upamiętnienie

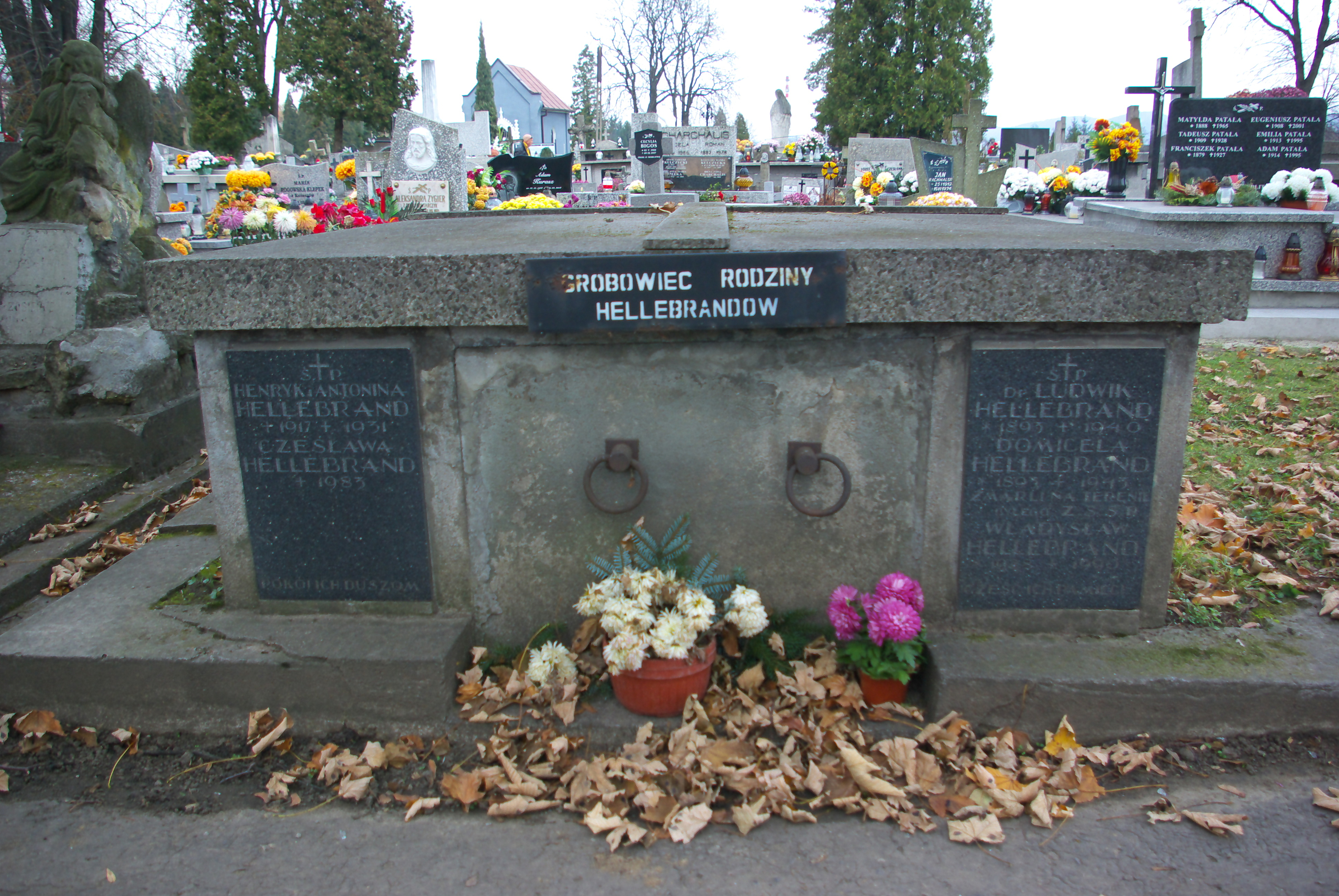
Grobowiec rodzinny w Sanoku wraz z upamiętnieniem Ludwika i Domiceli Hellebranów

Podczas „Jubileuszowego Zjazdu Koleżeńskiego b. Wychowanków Gimnazjum Męskiego w Sanoku w 70-lecie pierwszej Matury” 21 czerwca 1958 jego nazwisko zostało wymienione w apelu poległych w obronie Ojczyzny w latach 1939–1945.
Ludwik Hellebrand i jego żona Domicela zostali upamiętnieni na tablicy pamiątkowej ku czci parafian Pana Jezusa Dobrego Pasterza – ofiar wojny, umieszczonej w Kaplicy Męczeństwa w kościele Pana Jezusa Dobrego Pasterza w Krakowie.
Ludwik i Domicela Hellebrandowie zostali upamiętnieni symbolicznymi inskrypcjami na grobowcu rodzinnym na cmentarzu przy ul. Rymanowskiej w Sanoku.

## Odznaczenia
- Złoty Krzyż Zasługi (1937)[44][45]